# Премія «Оскар» за найкраще літературне першоджерело

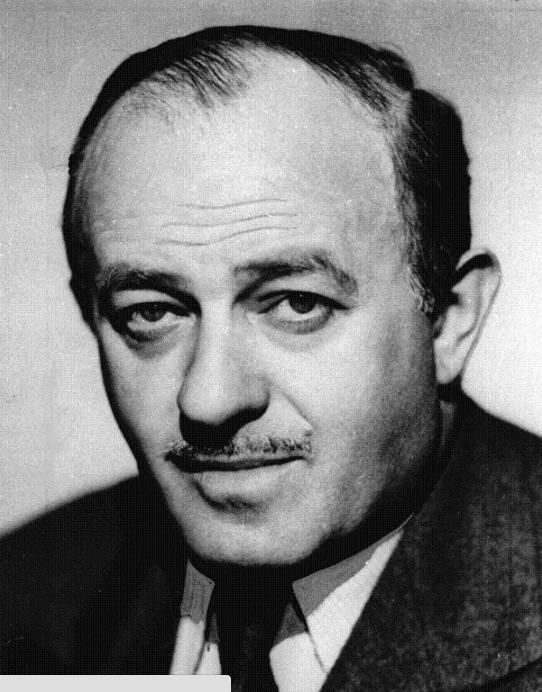
Бен Хект, володар першої премії «Оскар» за найкраще літературне першоджерело (1927–1928)

Премія «Оскар» за найкраще літературне першоджерело — нагорода, яку Академія кінематографічних мистецтв і наук щорічно присуджувала з початку заснування премії до 1957 року, коли нагороду скасували на користь премії «Оскар» за найкращий оригінальний сценарій, яку було введено у 1940 році.
Уперше цієї нагороди удостоївся голлівудський сценарист Бен Гехт у 1928 році, а останнім, хто отримав цю премію, був американський письменник і сценарист Далтон Трамбо (за сюжет для фільму «Хоробрий» 1956 року).